# Великолепная денисония
Великолепная денисония, или великолепная австралийская медноголовая змея (лат. Austrelaps superbus) — вид ядовитых змей из семейства аспидовых.
Общая длина достигает 1—1,5 м. Коренастая сильная змея с большой гладкой чешуёй. Может быть чёрного, тёмно-серого или медного цвета. Чешуя по бокам туловища больше и светлее чешуи на спине. Змеи, живущие в долинах, имеют более светлую окраску, чем живущие высоко в горах.
Любит болотистые участки, горы и долины. Активна днём. Питается лягушками и мелкими пресмыкающимися.
Яйцеживородящая змея. Самка рождает до 20 детёнышей.
Яд имеет нейротоксическое свойство, достаточно опасен для человека.
Вид обитает на юго-востоке Австралии и севере Тасмании.